# Decca-Navigationssystem

Genauigkeit der unterschiedlichen Navigationssysteme

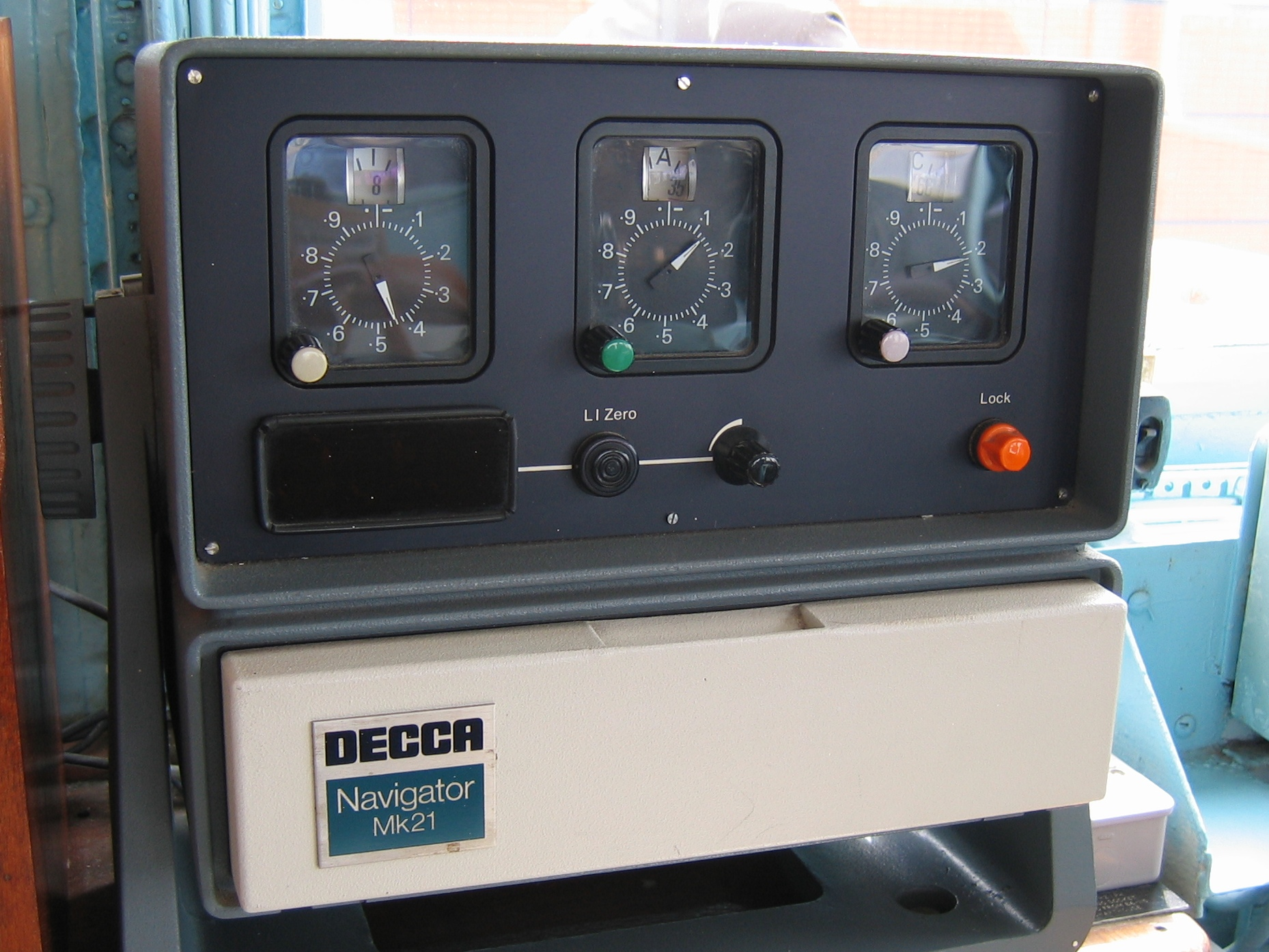
Decca Navigator Mk 21

Weltweite Standorte der Decca-Senderketten

Das Decca-Navigationssystem (kurz Decca; englisch auch Decca Navigator System) war ein auf Funknavigation basierendes bodengestütztes Navigationssystem, das während des Zweiten Weltkriegs von einem Tochterunternehmen der britischen Decca Records entwickelt wurde. In der Seeschifffahrt und besonders in der Küstennavigation der Küstenschifffahrt sowie in der Hochsee- und Küstenfischerei fand es sehr weite Verbreitung. Am 31. März 2000 wurde es endgültig abgeschaltet. Es arbeitete im Langwellenbereich nach dem Prinzip der Hyperbelnavigation und erlaubte eine kontinuierliche, automatische und relativ genaue zweidimensionale Standortbestimmung, indem die Überlagerung der von mehreren Sendern ausgestrahlten Funkwellen bestimmt wurde. Dabei wurde die Phasendifferenz der empfangenen Signale am Ort der Positionsbestimmung gemessen.
Während seiner Hochzeit war das Decca-Navigationssystem insbesondere in Europa das gebräuchlichste und populärste System für die maritime Kurz- und Mittelstreckennavigation. Innerhalb der Senderreichweite lieferte die Decca-Navigation fortlaufende und genaue Positionsangaben.

## Geschichte
Die Alliierten benötigten im Zweiten Weltkrieg ein Navigationssystem, mit dem ihre Flugzeuge auch bei schlechter Sicht ihren Weg zurück zum Heimatflugplatz finden konnten. Zu diesem Zweck war das Decca-Navigationssystem ursprünglich entwickelt worden. Nach dem Krieg wurde es jedoch, genauso wie das LORAN-Navigationssystem, hauptsächlich für die Schiffsnavigation in Küstengewässern, insbesondere für die küstennahe Fischerei, eingesetzt.
Hauptsächlich wurde das Decca-System nach dem Krieg von Fischerbooten benutzt, jedoch wurde es auch in Flugzeugen eingesetzt, die ab 1949 bereits eine sehr frühe Version einer Moving-Map-Anzeige (bewegte Kartenanzeige) einsetzten.
Das Decca-Navigationssystem wurde vor allem in der Nordsee stark ausgebaut und dort auch von Hubschraubern benutzt, die die Bohrplattformen in der Nordsee zu Versorgungszwecken anflogen.
Nach der Einstellung des Dienstes im Frühjahr 2000 wurde das Decca-Navigationssystem von satellitengestützten Systemen, insbesondere dem amerikanischen GPS-System und später auch dem europäischen GALILEO-Navigationssystem, abgelöst.

### Ursprünge
Meint Harms (1897 bis 1974) stellte bereits im Jahre 1931 an der Seefahrtschule Lübeck Überlegungen zum Thema Navigation der Zukunft an. Sie waren ursprünglich als Beitrag für eine Bierzeitung zum Abschluss eines Kapitänslehrgangs gedacht, schienen aber sodann auch realisierbar. Als Seefahrtschullehrer für Mathematik, Physik und Navigation versuchte er im Physiksaal und im Umfeld des Schulgebäudes über dem Kaisertor in der Hansestadt Lübeck zu beweisen, dass mit verhältnismäßig einfachen Sendern und Empfängern Positionsbestimmungen möglich sind. Für seine Erfindung beantragte er Patentschutz, den er unter der Patent-Nr. 546000 vom 18. Februar 1932 vom Reichspatentamt erhielt. In Deutschland zeigten in Frage kommende Kreise und Unternehmen kein Interesse an der Erfindung.
Der amerikanische Ingenieur William J. O’Brien bekam 1936 Tuberkulose, was seiner beruflichen Karriere eine zweijährige Zwangspause auferlegte. In dieser Zeit hatte er die Idee für ein Positionsbestimmungssystem mittels Phasenvergleich von kontinuierlich (Continuous wave – unmodulierte Welle) ausgestrahlten elektromagnetischen Wellen.
Als Abnehmer für ein solches Positionsbestimmungssystem schwebte ihm ursprünglich die Flugzeugindustrie vor, wobei er mit seiner Methode insbesondere die absolute Geschwindigkeit der Flugzeuge messen wollte, da Fahrtmesser nur die relative Geschwindigkeit zur umgebenden Luftmasse anzeigen.
1938 wurden dazu einige Experimente in Kalifornien durchgeführt. Jedoch befanden die US-Armee und die US-Navy diesen Ansatz für zu kompliziert.
O’Briens Freund Harvey F. Schwarz war Chefingenieur bei der Decca Record Company in England. Ihm schickte O’Brien im September 1939 die Details seines Systems, damit er es dem britischen Militär anbietet.
Anfangs beschäftigte sich Robert Watson-Watt mit diesem System, verfolgte es dann aber nicht weiter. Im Oktober 1941 zeigte jedoch das British Admiralty Signal Establishment (ASE) Interesse an dem System und sie wurden als geheim eingestuft.
O’Brien kam nach Großbritannien und führte am 16. September 1942 die ersten praktischen Ortungsversuche im Seegebiet zwischen den Inseln Anglesey und Isle of Man durch, wobei die Frequenzen 305 und 610 kHz benutzt wurden. Die Versuche waren erfolgreich und es folgten im April 1943 weitere Versuche in der nördlichen Irischen See auf den Frequenzen 70 und 130 kHz. Im Zusammenhang mit einer großangelegten Angriffs- und Landeübung im Februar und März 1944 (zur Vorbereitung des D-Days einige Monate später am 6. Juni 1944) im schottischen Moray Firth wurde eine Erprobung mit drei Sendestationen vorgenommen.
Der Erfolg der Versuche und die relative einfache Handhabung des Systems führten dazu, dass Decca eine Bestellung für 27 Empfänger bekam. Die Empfänger wurden unter dem Namen Admiralty Outfit „QM1“ ausgeliefert. Spätere Modelle von Decca-Empfängern trugen die Bezeichnung „Decca Navigator“ (daher auch die englische Bezeichnung „Decca Navigator System“ für das Decca-Navigationssystem) und trugen unter anderem die Typenbezeichnungen „QM2“, „QM3“, „Mark III“, „Mark IV“, „Mark IV A“ (für Flugzeuge), „Mk V“, „Mk XII“ oder „Mk 12“, „Mk 19“, „Mk 21“, „Mk 22“, „Mk 23“, „Mk 24“, „Mk 30“, „Mk 51“, „Mk 52“, „Mk 53“, „Recall Decca MN2000“, „RX Recall RACAL-Decca MNS 2000“. Die Empfänger bestanden aus einer Elektronikeinheit mit zwei „Wählscheiben“, die wegen ihrer runden Bauart als „Gaszähler“ bezeichnet wurden. Die Arbeit für den Bediener am Decca-Empfänger bekam folglich den Spitznamen „Blauer Gaszähler Job.“ Die neueren Decca-Empfänger waren mit Mikroprozessoren ausgerüstet und verfügten über eine alphanumerische Anzeige. Sie zeigten die „Decca Navigator Hyperbel Koordinaten“ an und zusätzlich Längen- und Breitengrad, Kurs, Geschwindigkeit, zu vorgewählten Wegpunkten den Kurs, die Richtung, Entfernung, verbleibende Reisezeit (time to go), sowie den erforderlichen Steuerkurs.
Die eingerichtete Decca-Kette bestand aus einem Hauptsender in Chichester und Nebensendern in Swanage und Beachy Head. Ein vierter Sender wurde zur Ablenkung als „Köder“ an der Themsemündung (Thames Estuary) aufgebaut, als Teil des Ablenkungsplanes, der eine Landung der Alliierten am D-Day in Calais vortäuschen sollte (Operation Fortitude). 21 Minenabwehrfahrzeuge und andere Schiffe wurden mit dem Admiralty Outfit QM-Empfänger ausgestattet. Am 5. Juni 1944 (einen Tag vor dem D-Day am 6. Juni 1944) überquerten diese Schiffe den Ärmelkanal und benutzten dabei den Decca-Empfänger zur exakten Navigation, um die Minensperren in den geplanten Gebieten von Seeminen zu räumen. Die geräumten Gebiete wurden mit Bojen markiert, um so die Landung in der Normandie am Folgetag vorzubereiten.
Nach den anfänglichen Tests in Schiffen wurden Versuche in Autos durchgeführt. Die Firma Decca hegte auch große Hoffnungen, dass ihr System in Flugzeugen Verwendung finden würde, um im kritischen, überfüllten Luftraum im Bereich größerer Flugplätze eine genaue Navigation zu ermöglichen.

### Finanzierung
Das Navigationssystem unter dem Markennamen Decca wurde von der Decca Navigator Company Ltd. entwickelt und betrieben und erhielt von ihr seinen Namen. Die Firma verschmolz später mit Racal zu Racal-Decca Navigator Ltd. Das Unternehmen war aus der Schallplattenfirma Decca Records hervorgegangen, das heute zur Universal Music Group gehört. Dieses Unternehmen betrieb auch die Sendestationen auf eigene Kosten, dafür mussten die Empfangsanlagen von der Firma gemietet werden.

### Einführung und Verbreitung

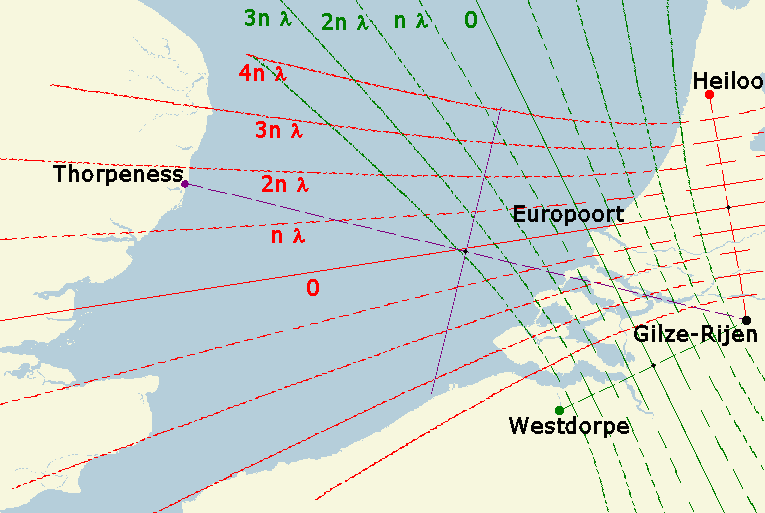
Karte der Decca-Kette E2

Nach dem Ende des Zweiten Weltkrieges wurde 1945 die Decca Navigator Co. Ltd. gegründet und der Einsatz des Decca-Navigationssystems weltweit ausgedehnt – besonders in Regionen, in denen das Britische Weltreich Einfluss hatte. Das Verfahren wurde 1947 bis 1950 in die Handelsschifffahrt und Hochseefischerei eingeführt. 1964 waren über 9000 Schiffe mit Decca-Empfängern ausgerüstet. Nach Ende des Krieges fand es unter anderem in Großbritannien, Irland, Norwegen, Kanada und Japan Anwendung.
Auf seinem Höhepunkt wurde das Decca-Navigationssystem weltweit auf den Hauptschifffahrtsrouten eingesetzt. Über 15.000 Decca-Empfänger wurden 1970 an Bord von Schiffen genutzt. Es gab vier Decca-Ketten rings um England, eine Kette in Irland, zwei Ketten in Schottland, 12 Ketten in Skandinavien (davon jeweils fünf in Norwegen und Schweden, sowie je eine in Dänemark und Finnland), vier weitere Ketten in anderen Regionen in Nordeuropa und zwei Ketten in Spanien.
In den späten 1950er Jahren wurde eine experimentelle Decca-Kette in den USA, in der Region um New York, eingerichtet. Sie sollte der Navigation der Hubschrauber der New York Airways vom Typ Boeing-Vertol 107 dienen.
Diese Hubschrauber operierten von den New Yorker Flughäfen John F. Kennedy, Newark, LaGuardia und vom damaligen PanAm Building (heute MetLife Building) in der Park Avenue.
Der Einsatz des Decca-Navigationssystems war für die Hubschrauber erforderlich, da das Decca-Signal auch in niedriger Flughöhe (bis runter auf Meereshöhe) noch empfangen werden konnte. Das Signal war nicht den Beschränkungen der Sichtverbindung unterlegen, wie sie für das VOR/DME-Signal erforderlich war. Außerdem war das Decca-Signal in Sendernähe nicht durch den Schrägsicht-Fehler (engl. slant-range error) verfälscht, wie das VOR/DME-Signal.
Die Decca-Empfänger in den Hubschraubern von New York Airways umfassten auch eine einzigartige „Rollkarten“-Anzeige (engl. roller map; später auch: DANAC moving map), die dem Piloten seinen Standort auf einen Blick anzeigte, was sich zu jener Zeit ebenfalls nicht mit VOR/DME-Navigation umsetzen ließ. Bei der Rollkarte handelte es sich um einen Kartenstreifen, der zwischen zwei Rollen hin und her gespult wurde.
Die Einrichtung dieser Decca-Kette in New York war zu jener Zeit aus protektionistischen Gründen stark umstritten. Es kam so weit, dass die US-Küstenwache, die auch den Weisungen des US-Finanzministeriums unterstand, allen in den New Yorker Hafen einlaufenden Schiffen die Verwendung der Decca-Empfänger untersagte, da befürchtet wurde, dass das Decca-System zum De-facto-Standard (Industriestandard) werden könnte, so wie es bereits in Europa und anderen Weltregionen geschehen war. Dieses Verbot sollte auch die Marktinteressen der amerikanischen Firma Hoffman Electronics schützen, eines Tochterunternehmens von ITT Corporation, das ein führender Hersteller und Ausrüster für das VOR/DME-Navigationssystem war.
Verschärft wurde die Situation durch die starke Arbeitsbelastung der Fluglotsen, die dadurch zustande kam, dass sie unter dem geschäftsführenden Direktor der Air Traffic Control Association (ATCA) Francis McDermott dazu gezwungen wurden, die Radardaten der Flugzeugposition per Sprechfunk an die Flugzeuge weiterzugeben.
Als Folge dieser Arbeitsüberlastung kollidierten beispielsweise eine Douglas DC-8 und eine Lockheed Constellation über Staten Island. Nach Expertenmeinung wäre diese Kollision vermeidbar gewesen, wenn diese Flugzeuge mit Decca-Empfängern ausgerüstet gewesen wären. So hätten sie ihren Standort genauer bestimmen können.
Weitere Decca-Ketten wurden in Japan (6 Ketten), Namibia und Südafrika (5 Ketten), Indien und Bangladesch (4 Ketten), Kanada (4 Ketten um Neufundland, Labrador und Nova Scotia), Nordwest-Australien (2 Ketten), Persischer Golf (1 Kette mit Stationen in Katar und den Vereinigten Arabischen Emiraten) und eine zweite Kette nördlich des Persischen Golfs (mit Stationen im Iran) sowie auf den Bahamas (1 Kette) eingerichtet.
Vier Ketten wurden für Nigeria geplant, letztendlich jedoch nur zwei Ketten eingerichtet, die aber nicht ihren Dienst aufnahmen. Zwei Ketten wurden in Vietnam während des Vietnamkrieges für die Hubschraubernavigation eingerichtet.
Während des Kalten Krieges richtete die Royal Air Force eine geheime Decca-Kette in Deutschland ein. Der Hauptsender stand in Bad Iburg in der Nähe von Osnabrück, es gab zwei Nebensender. So sollte eine genaue Navigation für den Flugkorridor zwischen Westdeutschland und Berlin möglich sein, für den Fall, dass eine Massenevakuierung von Personal der Alliierten aus Berlin erforderlich werden würde. Zum Zweck der Geheimhaltung wurde die Sendefrequenz in unregelmäßigen Abständen geändert.

### Decca, Racal und die Schließung
Das Hauptquartier der Firma Decca Navigator Company Ltd. befand sich in New Malden im Royal Borough of Kingston upon Thames im Südwesten von Greater London. Es gab eine Decca-Schule in Brixham, wohin die Angestellten von Zeit zu Zeit zu Kursen geschickt wurden.
Die britische Waffen- und Kommunikationsfirma Racal Electronics erwarb die Firma Decca Radar (Decca Marine Group) 1980 und machte daraus Racal-Decca mit Geschäftssitz in den USA. Racal-Decca wurde 1997 von Litton Industries aufgekauft und ist jetzt Teil von Sperry Marine, einer Tochter von Northrop Grumman.
1988 stellte die Kommission der Europäischen Union fest, dass Decca-Racal mit seinem wettbewerbswidrigen Verhalten gegenüber Wettbewerbern gegen Artikel 85 und 86 der Römischen Verträge verstoßen hatte.
Da Racal mit dem Kauf von Decca hauptsächlich den Erwerb der Radarfirma von Decca (Decca Radar) verfolgte und nicht so sehr den Erwerb der Avioniksparte von Decca, verkaufte Racal die anderen Firmanteile von Decca, einschließlich Decca Navigator, dem Betreiber der Decca-Navigationsanlagen.
Das Monopol für die geleasten, und nicht gekauften Decca-Empfänger, brachte der Firma große Gewinne. Dieses Monopol wurde später gebrochen und in den frühen 1980er Jahren konnten die Decca-Empfänger von den Anwendern gekauft werden. So reduzierten sich mit dem Auslaufen des Patentes auf die Systemtechnologie die Folgekosten für den Kunden.

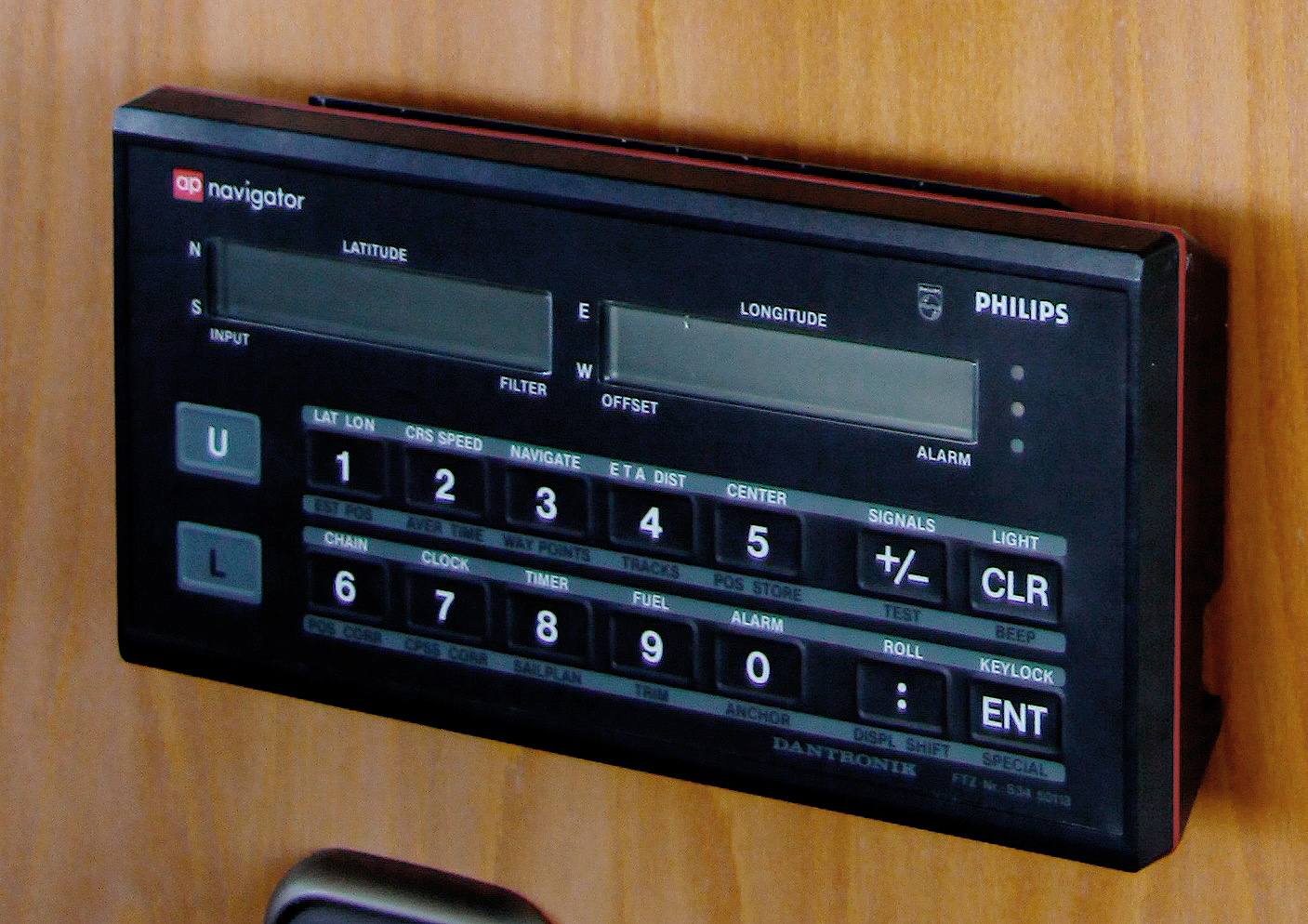
„AP Navigator“ der Firma Philips, ein Decca-Empfänger der 1980er Jahre, den der Kunde kaufen, statt wie vorher nur leasen, konnte. Das Gerät gab die Koordinaten direkt aus, ohne dass Decca-Karten erforderlich waren.

Eine dänische Firma begann mit der Produktion von Decca-Empfängern für Fischerboote. Diese wurden zusammen mit Decca-Karten benutzt und für den Kunden fielen keine Mietkosten mehr für das System an.
Nach einer Gerichtsentscheidung verlor die Firma Decca ihr Monopol für Navigationsempfänger ihrer Decca-Sender, womit das Ende der Firma eingeläutet wurde. Die Einnahmen schwanden und schließlich veranlasste das britische Verkehrsministerium, dass die britische Leuchtfeuerverwaltung (General Lighthouse Authority im Trinity House) Anfang der 1990er Jahre die Verantwortung für den Betrieb des Decca-Sendersystems übertragen bekam.
Eine Entscheidung der Europäischen Union zwang die britische Regierung, die finanzielle Subventionierung für die Benutzung des Systems, insbesondere durch Fischer, einzustellen. Letztlich musste der Betrieb des Decca-Sendersystems eingestellt werden und die Anlagen verschrottet werden.
Der Betrieb des von der Leuchtfeuerverwaltung betriebenen Decca-Systems stellte am 31. März 2000 um Mitternacht seinen Betrieb ein. Die irische Decca-Kette, die von der Irischen Seefischereibehörde (Bord Iascaigh Mhara) betrieben wurde, sendete noch bis zum 19. Mai 2000.
Japan war das letzte Land, das mit der Hokkaidō-Decca-Kette 9C noch eine Decca-Navigationskette betrieb, die schließlich im März 2001 auch ihren Betrieb einstellte. Diese Decca-Kette war auch die erste japanische Decca-Kette, als sie 1967 ihren Betrieb aufnahm.

## Funktionsweise
Das System arbeitete mit kontinuierlich ausgestrahlten Radiowellen im Frequenzbereich von 68 bis 150 kHz. Damit wurde die Position auf einer Standlinie – einer Hyperbel – bestimmt. Die Positionsbestimmung ergab sich aus dem Schnittpunkt von zwei Hyperbelstandlinien. Der bordseitige Decca-Empfänger führte einen Phasenvergleich, den Vergleich der relativen Phasen von miteinander zusammenwirkenden Sendern, der empfangenen Radiowellen durch und zeigte das Ergebnis direkt zum Ablesen mit Zeigern auf einer Skala an. Für ein Sendepaar (Hauptsender und jeweiliger Nebensender) liegen die Orte gleicher Phasendifferenz auf einer Hyperbel. Spätere Decca-Empfänger waren teilweise mit Track-Plottern ausgerüstet.
Das System war zu seiner Entwicklungszeit die benutzerfreundlichste Navigationshilfe für die Seeschifffahrt, weil die Position nicht mit Kursdreiecken und/oder Zirkel in der Karte konstruiert werden musste, sondern vom Anzeigegerät (siehe unten: Decometer) abgelesen und direkt eingetragen werden konnte. Hierzu gab es sogenannte Decca-Karten, dies waren Seekarten, in denen die Interferenz-Hyperbeln (Linien gleicher Phasenverschiebung) zwischen je zwei Sendern eingedruckt waren. Die für die Nordsee und westliche Ostsee zuständige Decca-Kette bestand aus drei Sendern in Bushmills, Hoek van Holland und Stavanger.
Von Nachteil war, dass man seine Position nur von einer bekannten Stelle aus mit einer fortlaufenden Messung ermitteln konnte. Um diesen Minuspunkt abzumildern, brachte Decca spezielle Zählgeräte und sogar Kartenschreiber heraus, Letztere zeichneten die Fahrzeugbewegung auf Papier auf.

### Übersicht

Decca-Kette mit Haupt- und Nebensendern

Das Prinzip der Decca-Funknavigation: Die Phasendifferenz zwischen einem Hauptsender (hier A) und einem Nebensender (hier B) ist entlang einer Hyperbel-Kurve konstant. Die Brennpunkte der Hyperbeln sind die beiden Sender A und B.

Die Decca-Navigation beruht auf der Abstandsbestimmung zu verschiedenen Sendern (engl. range range navigation). Der unterschiedliche Abstand zu den verschiedenen Sendern wird durch die Interpretation von Phasendifferenzen ermittelt. Linien mit gleichen Phasendifferenzen ergeben Hyperbelscharen, deren Brennpunkt am Standort der Sender liegt. Die Hyperbeln des Decca-Systems sind, wie bei jeder Hyperbelnavigation, Orte konstanter Zeitunterschiede zwischen den eintreffenden Signalen zweier Sender (Hauptsender und Nebensender). Die Laufzeitunterschiede werden durch Phasenvergleich der beiden empfangenen Signale ermittelt.
Das Decca-Navigationssystem besteht aus einer Anzahl von landgestützten Stationen, die jeweils in Ketten organisiert sind. Jede Decca-Kette besteht aus einem Hauptsender (gelegentlich mit „L“ – für Leitsender – bezeichnet; engl. master station; mit der Farbe Schwarz markiert) und drei (gelegentlich auch nur zwei) Nebensendern (engl. slave station), die mit den Farbcodes Rot (R; engl. red), Grün (G; engl. green) und Purpur (P; engl. purple) bezeichnet werden; gelegentlich auch mit A, B und C. Stellenweise wurde ein Nebensender auch von mehreren Decca-Ketten gemeinsam verwendet – beispielsweise in Nordwest-Australien.

Die Decca-Ketten 8E (Dampier; im Westen) und 4A (Port Hedland; im Osten) benutzten beide den Nebensender Mundabullangana

Die drei Nebensender sind im Idealfall sternförmig unter etwa 120° Winkeldifferenz um den Hauptsender angeordnet; anders ausgedrückt: die Nebensender sind an den Ecken eines gedachten gleichseitigen Dreiecks angeordnet, mit dem Hauptsender in der Mitte dieses Dreiecks.
Der Abstand zwischen Haupt- und Nebensender, also die Länge der Basis, beträgt typischerweise 60 bis 120 Seemeilen (110 bis 220 km). Die Navigation war typischerweise bis zu einer Entfernung von 240 Seemeilen vom Hauptsender möglich. Jeder der vier Sender einer Decca-Kette strahlt auf jeweils einer andern Frequenz (Sendefrequenz; engl. transmitted frequency) ein ungerichtetes kontinuierliches Signal aus, diese Signale sind untereinander synchronisiert. Der Decca-Empfänger vergleicht die Phasendifferenz der von den Senderpaaren empfangenen Signale – jeweils ein Nebensender-Signal mit dem Hauptsender-Signal – und bestimmt so seine relative Position zu diesem Senderpaar.

Standortbestimmung: Schnittpunkt von zwei Hyperbelstandlinien, die sich fast rechtwinklig schneiden

Als Ergebnis dieser Messung des Phasenwinkels zwischen den von zwei Sendern empfangenen Signalen erhält man einen Satz von hyperbolischen Standlinien (engl. line of position), die als Muster (engl. pattern) bezeichnet werden. Entsprechend den Farben der drei Nebensender sind auf einer nautischen Karte (Hyperbelkarte – mit Hyperbelscharen – Decca-Hyperbeln) rote, grüne und purpurfarbene Hyperbelstandlinien aufgedruckt.

Eine Decca-Kette hat drei Hyperbelscharen. – rot, grün und purple

Der Decca-Empfänger identifiziert für jede der drei Farben (Nebensender) die entsprechende Hyperbelstandlinie. Die Position ergibt sich dann aus dem Schnittpunkt der drei identifizierten Hyperbelstandlinien. Dabei wird der Schnittpunkt von denjenigen zwei Hyperbelstandlinien bevorzugt, die sich im Idealfall rechtwinklig – das ergibt die höchste Genauigkeit – oder so weit wie möglich rechtwinklig schneiden.
Dieses Decca-System wurde als MainChain (engl. für Hauptkette) bezeichnet.

### Details

Blockschaltbild eines Decca-Empfängers

Wenn zwei Stationen auf der gleichen Frequenz mit konstanter Phasenverschiebung (phasenstarr), engl. phase-locked senden, dann ist die Phasenverschiebung zwischen den beiden Signalen entlang einer Hyperbel konstant. Wenn beide Sender jedoch auf der gleichen Frequenz senden würden, dann wäre es für den Empfänger praktisch unmöglich, das Signal zu trennen. Der Phasenunterschied zweier elektromagnetischer Wellen gleicher Frequenz, die sich überlagern, kann nicht direkt gemessen werden. Deshalb senden die vier Stationen einer Decca-Kette nicht auf der gleichen Frequenz. Stattdessen wurde jeder Decca-Kette eine Grundfrequenz (1f) zugewiesen (engl. fundamental frequency). Auf den verschiedenen Vielfachen dieser Grundfrequenz, die in einer harmonischen Beziehung zueinander stehen, arbeiteten die Sender einer Decca-Kette zusammen. Jede Station einer Decca-Kette sendet auf einer ganzzahlig vervielfachten Frequenz, die auf dieser Grundfrequenz beruht. Die verwendeten Frequenzen stehen also zueinander in einer festen Beziehung und sind zueinander synchronisiert. Jeder Sender der Decca-Kette strahlt kontinuierlich ein anderes Vielfaches einer gleichen Grundfrequenz aus.
Als Beispiel werden in der folgenden Tabelle die Frequenzen der Decca-Kette 5B angegeben, bekannt als „Englische Kette“; alle anderen Ketten verwenden ähnliche Frequenzen zwischen 70 und 129 kHz. Die Grundfrequenz beträgt dabei ungefähr 15 kHz. Im vorliegenden Beispiel beträgt die Grundfrequenz 14,16667 kHz. 
| Station               | harmonische Frequenz (Multiplikationsfaktor für die Grundfrequenz) | gesendete Frequenz (Sendefrequenz) |
| --------------------- | ------------------------------------------------------------------ | ---------------------------------- |
| Hauptsender           | 6f                                                                 | 85,000 kHz                         |
| Violetter Nebensender | 5f                                                                 | 70,833 kHz                         |
| Roter Nebensender     | 8f                                                                 | 113,333 kHz                        |
| Grüner Nebensender    | 9f                                                                 | 127,500 kHz                        |

In diesem Beispiel ergibt sich eine Vergleichsfrequenz (Hauptsender – Roter Nebensender) von 340 kHz (Hauptsender: 85 kHz × 4 = 340 kHz [siehe Tabelle unten – gelb hinterlegte Felder]; 113,333 kHz × 3 = 340 kHz). Diese Vergleichsfrequenz entspricht der Grundfrequenz 14,16667 kHz × 24 = 340 kHz.
Die Decca-Empfänger vervielfachen das vom Hauptsender empfangene Signal und ebenso die Signale der Nebensender und einen bestimmten ganzzahligen Betrag, der für jeden Sender unterschiedlich ist. So ergibt sich nach der Regel des kleinsten gemeinsamen Vielfachen (kgV) eine gemeinsame Frequenz für Haupt- und Nebensender:
|                                      | Purple | Rot | Grün |
| ------------------------------------ | ------ | --- | ---- |
| harmonisch Frequenz des Nebensenders | 5f     | 8f  | 9f   |
| Nebensender Multiplikator            | ×6     | ×3  | ×2   |
| harmonisch Frequenz des Hauptsenders | 6f     | 6f  | 6f   |
| Hauptsender Multiplikator            | ×5     | ×4  | ×3   |
| gemeinsame Frequenz                  | 30f    | 24f | 18f  |

Der Phasenvergleich kann nun auf der gemeinsamen Frequenz (engl. common frequency; Vergleichsfrequenz) durchgeführt werden. Durch diesen technischen Kunstgriff kann die Phase von zwei Signalen gleicher Frequenz (Vergleichsfrequenz) verglichen werden, die vorher jedoch auf unterschiedlicher Frequenz empfangen wurden (Sendefrequenz; engl. transmitted frequency). Es ist ansonsten technisch nicht möglich, zwei auf gleicher Frequenz gesendete Signale zu trennen.
Durch den Phasenvergleich dieser gemeinsamen Frequenz ergibt sich die Hyperbelstandlinie. Das Intervall zwischen zwei benachbarten Hyperbelstandlinien, in dem die Signale phasengleich sind, wird als Kanal (engl. lane) bezeichnet; mit anderen Worten: ein Kanal ist der Abstand zwischen zwei aufeinanderfolgenden Hyperbeln.
Da die Wellenlänge der gemeinsamen Frequenz im Vergleich zum Abstand zwischen Haupt- und Nebensendern relativ klein ist, gibt es viele mögliche Positionslinien für eine gegebene Phasendifferenz und somit kann keine eindeutige Position mit dieser Methode bestimmt werden.
Der Decca-Empfänger empfängt die vier Signale der Decca-Kette auf vier verschiedenen Kanälen und verstärkt sie in vier Verstärkern. Empfangen werden die vier Signale mit einer gemeinsamen Antenne, die auf die vier Sender abgestimmt wird.
Durch Frequenzteilung und -vervielfachung von jeweils dem Hauptsendersignal und einem Nebensendersignal erzeugt er daraus drei Vergleichsfrequenzen (engl. common frequency). In Phasenmessbrücken werden die Phasendifferenzen der drei Vergleichsfrequenzen gemessen und auf drei Instrumenten (den Decometern) angezeigt.
Andere Decca-Empfänger, die insbesondere in Flugzeugen eingesetzt werden, teilen die gesendete Frequenz (Frequenzteilung durch Frequenzteiler) bis zur Grundfrequenz (f1) für den Phasenvergleich, statt eine Frequenzvervielfachung nach dem Prinzip des kgV vorzunehmen.

### Decometer

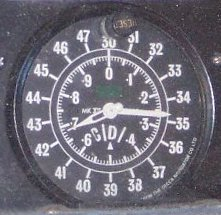
Decometer (für den grünen Nebensender) – Detailansicht vom Decca Navigator Mk 12

Mit zunehmender Entfernung von der Basislinie (blau), welche die Sender (hier A und B) direkt miteinander verbindet, wird die Zone zwischen zwei gleichen Zuständen immer breiter (hier: links unten und rechts oben), weshalb dort die Genauigkeit einer Standortbestimmung immer geringer wird.

Frühe Decca-Empfänger waren mit drei rotierenden Decometern ausgerüstet, die die ermittelte Phasendifferenz für jede der drei Vergleichsfrequenzen anzeigte.
Die drei Decometer werden durch Farben unterschieden: LA rot, LB grün, LC purpur. Auf den Zifferblättern der Decometer lassen sich die Buchstaben und Nummern der zu den gemessenen Phasendifferenzen gehörenden Hyperbeln direkt ablesen. Die Auswertung erfolgt dann auf Seekarten mit einem Überdruck aus den gleichfarbigen Decca-Hyperbeln.
Jedes Decometer hatte eine zweite Anzeige, die die Anzahl der Kanäle zählte, die durchquert worden waren. Dabei wurde jede durchlaufene Phasendifferenz von 360° als einen durchquerten Kanal gezählt. Unter der Voraussetzung, dass der Startpunkt bekannt war, wurde auf diese Weise ein mehr oder weniger genauer Standort bestimmt.

### Kanäle und Zonen
Der Phasenvergleich im Empfänger ergibt lediglich die Position innerhalb eines Kanals. Deshalb muss der genaue Standort bei Beginn der Reise bekannt sein und das Signal muss von da an ununterbrochen empfangen werden, so dass die Anzahl der passierten Kanalgrenzen exakt mitgezählt werden kann.
Die Hyperbelstandlinie am Startpunkt ist die Nullhyperbel. Voraussetzung und ein gewisser Nachteil für die Positionsbestimmung ist die genaue Protokollführung über die tatsächliche Nullhyperbel. Probleme ergeben sich bei längerem Signalausfall, der zu einer unzuverlässigen Nullhyperbelzählung führen kann. Ebenso ergeben sich Probleme bei einem „blinden Start“ von einem unbekannten Standort aus. Dann kann der Standort trotz des Empfangs von gültigen Decca-Signalen nicht bestimmt werden. Ein ähnliches Problem, wie beim „blinden Start“ ergibt sich, wenn das Schiff sich außerhalb des Decca-Empfangsbereiches befindet und beim Einfahren in den Empfangsbereich (z. B. von der Seeseite her) nicht seine genaue Position bestimmen kann.
Die Kanäle waren in Zonen gruppiert, wobei es 18 grüne, 24 rote und 30 purpurfarbene Kanäle in jeder Zone gab. Das bedeutete, dass an der Basislinie (der direkten Verbindungslinie zwischen Haupt- und Nebensender) die Breite der Zonen für alle drei Farben einer Decca-Kette gleich groß war.
Wegen der Vervielfachung haben in einer Zone unterschiedliche Anzahlen von Kanälen Platz, je nach Farbe.
Typische Kanal- und Zonenbreiten an der Basislinie zeigt die folgende Tabelle am Beispiel der Decca-Kette 5B:
| Kanäle oder Zone    | Breite an der Basislinie |
| ------------------- | ------------------------ |
| purpur Kanal        | 352,1 m                  |
| roter Kanal         | 440,1 m                  |
| grüner Kanal        | 586,8 m                  |
| Zonen (alle Farben) | 10.563 m                 |

Die Kanäle waren nummeriert mit 0 bis 23 für die roten Kanäle, 30 bis 47 für die grünen und 50 bis 79 für die purpurfarbenen Kanäle. Die Zonen wurden mit A bis J bezeichnet und wiederholten sich nach J wieder. Eine Decca-Positionskoordinate konnte beispielsweise folgendermaßen aussehen: Rot I 16,30; Grün D 35,80.
Die Wellenlänge für die Vergleichsfrequenz 340 kHz (siehe die Tabelle oben), beträgt 880,2 m. An der Antennenbasis (engl. base line) entspricht die Breite eines Kanals der halben Wellenlänge der Vergleichsfrequenz, in diesem Beispiel 440,1 m.
Spätere Empfänger hatten einen eingebauten Mikroprozessor, der eine sofortige Positionsanzeige in Längen und Breitengraden ermöglichte.

### Multipulse

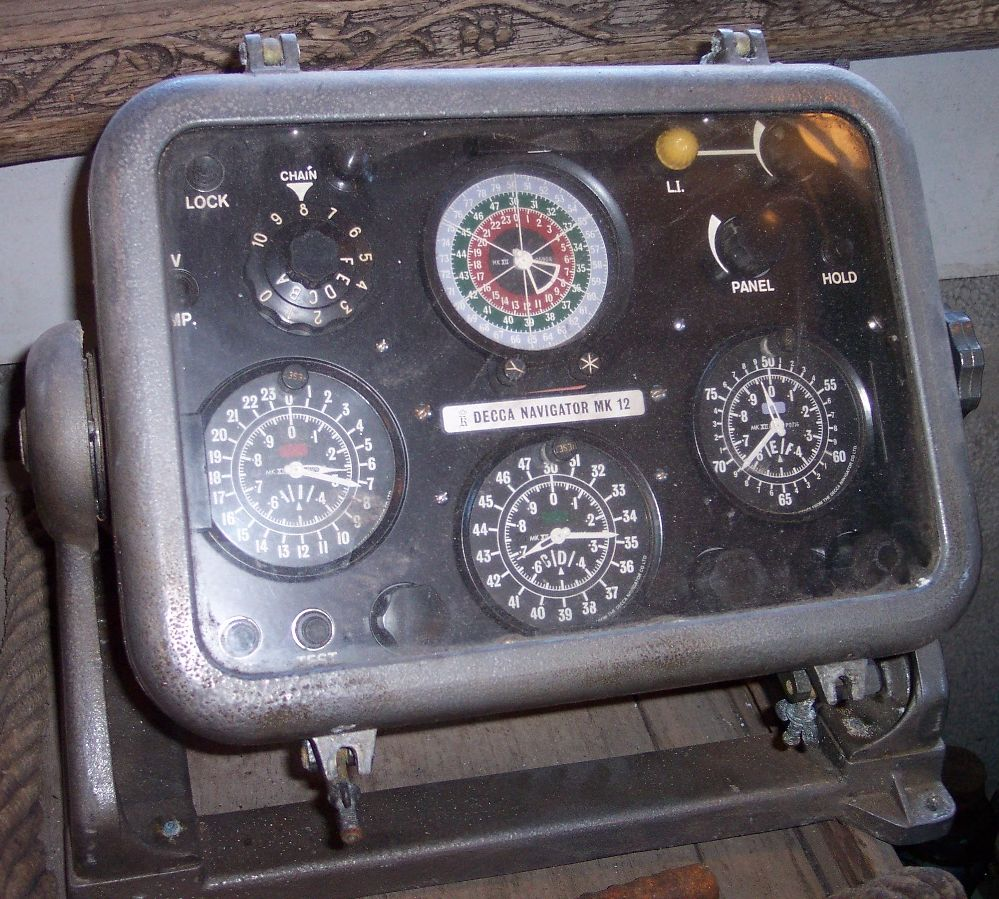
Decca Navigator Mk 12 (Decca-Hyperbel-Navigator); die Anzeige zur Grobortung ist die farbige runde Skala oben in der Mitte. Die Mark 12 ist auf Sender- und Empfängerseite für 63 Decca-Ketten ausgelegt, die sich gegenseitig nicht stören. Der Decca Navigator Mk 12 und der Decca Navigator Mk 21 konnten alle 63 möglichen Frequenzen empfangen. Ältere Modelle waren nur auf die Frequenzgruppen A, B und C ausgelegt, nicht jedoch für D, E und F. Der Mark 5 Empfänger war nur für den Empfang von 9 Decca-Ketten ausgelegt.

Multipulse ermöglichte eine automatische Methode, Kanäle und Zonen zu identifizieren, ohne auf das Mitzählen der Phasendurchläufe von einer bekannten Ausgangsposition angewiesen zu sein (engl. MP lane identification). Dazu wurde für niederfrequente Signale die gleiche, oben beschriebene Technik zum Phasenvergleich verwendet. Die Nullhyperbel wird also mit einem zweiten Verfahren identifiziert. Das Signal zur Grobortung wird von der Firma Decca als „V-Type Transmission“ bezeichnet.
Die Ausstrahlung auf der Grundfrequenz erfolgt nun nicht mehr kontinuierlich, sondern wurde in 20-Sekunden-Zyklen unterteilt: jede Station sendete abwechselnd simultan auf den vier Frequenzen der Decca-Kette (5f, 6f, 8f und 9 f) in einer phasenkohärenten Beziehung (Phasenkohärenz = konstanter Phasendifferenz) für einen kurzen Augenblick von 0,45 s in jedem 20-Sekunden-Zyklus. Diese als Multipulse bezeichnete Übertragung erlaubte den Empfängern die Grundfrequenz f1 zu extrahieren und so den Kanal zu identifizieren, auf dem der Empfänger seinen gegenwärtigen Standort hatte (zur Auflösung einer Zone). Die „normale“ Signalausstrahlung wird also kurzzeitig, periodisch unterbrochen, um ein Multipuls-Signal von Haupt- und Nebensendern zu den zugewiesenen Zeiten auszustrahlen.

Zusätzlich zu den Signalen auf den Decca-Frequenzen 5f, 6f, 8f und 9f, wurde ein als orange bezeichnetes Signal auf der Frequenz 8,2 gesendet. Die Schwebung zwischen den Signalen mit der Frequenz 8,0f (rot) und 8,2f (orange) erlaubt es ein 0,2f Signal abzuleiten. So erhielt man ein Hyperbelmuster, in dem ein Phasendurchlauf (360°) gleich fünf Zonen entsprach.
Unter der Voraussetzung, dass die eigenen Position wenigstens mit dieser groben Genauigkeit bekannt war, hatte man somit die Möglichkeit seinen Standort mit dem Decca-Multipulse-Verfahren zu bestimmen.

### Reichweite und Genauigkeit
Während der Tageslichtphase kann ein Decca-Sender eine Reichweite von ungefähr 740 km (400 Seemeilen) haben. In der Nacht reduziert sich diese Reichweite, je nach Ausbreitungsbedingungen des unmodulierten Langwellensignals, auf 370 bis 460 km (200 bis 250 Seemeilen).
Die Genauigkeit der Standortbestimmung hängt ab von:
- der Breite der Kanäle
- dem Winkel, unter dem sich die Hyperbelstandlinien schneiden
- dem Instrumentenfehler
- tageslichtabhängiger Ausbreitungsfehler – wegen der Phasenverschiebung an der Tag-Nacht-Grenze (engl. diurnal effect, diurnal phase shift) oder wegen der Raumwelle
- Wetter und Änderungen der Ionosphäre
- örtliche Fehler gegenüber der geometrisch zu erwartenden Lage; diese Festfehler (beispielsweise in der Umgebung von Reflexionen) wurden von der Firma Decca in Data-Sheets angegeben.

Tagsüber liegen diese Fehler unter günstigen Empfangsbedingungen in einer Größenordnung von wenigen Metern (20 bis 50 Meter; in der Nähe der an Land befindlichen Sender; auf der Basislinie) und vergrößern sich mit zunehmender Entfernung von den Senderketten bis zu einer Seemeile an den Rändern des Abdeckungsbereiches.
Nachts kann der Fehler des Systems wesentlich größer sein, insbesondere wegen des Raumwellen-Fehlers und der Veränderungen der Ionosphäre (Tag-/Nachteinfluss). Der Fehler kommt durch die Interferenz von Raumwelle und Bodenwelle zustande. Nachts ist die Raumwelle stärker, ihre Amplitude ist dann genauso groß oder sogar größer, als die Amplitude der Bodenwelle – das eigentliche Messsignal für das Decca-Verfahren. Interferenzen zwischen Boden- und Raumwelle führen zu unerwünschten Phasenschwankungen. Da der Empfänger nicht zwischen Boden- und Raumwelle differenzieren kann, kann er auch diese beiden nicht trennen, sondern nur die resultierende Phase weiterverarbeiten. Über den daraus resultierenden Fehler lassen sich lediglich statistische Vorhersagen machen.
Es ist nicht ungewöhnlich, insbesondere bei Empfängern ohne Multipulse-Fähigkeit, dass die angezeigte Position nachts um einen ganzen Kanal vom wirklichen Standort abweicht.
Obwohl die Reichweite und Genauigkeit der Standortbestimmung mittels Decca-Navigation heute in Zeiten von GPS als schlecht angesehen werden könnte, war es damals eines der wenigen Positionsbestimmungssysteme, das der Seefahrt in der Funknavigation/Funkortung (engl. Radio Navigation) neben Consol, Funkpeiler, Loran und Radar zur Verfügung stand.
Insbesondere, wenn sich das Schiff weiter weg von Land befindet, ist die Anforderung für die Genauigkeit der Positionsbestimmung geringer, somit war die geringere Genauigkeit des Decca-Systems bei größeren Entfernungen vom Sender auch kein großes Problem.

## Decca-Ketten
Die erste Decca-Kette ging 1946 in Betrieb. Ihre Zahl wuchs im Laufe der Jahre auf über 50 Decca-Ketten an. Die Codierungen der Decca-Ketten können sich für verschiedene Ketten, die in unterschiedlichen, weit voneinander entfernten Gegenden liegen, wiederholen, sobald nicht beide Ketten gleichzeitig empfangen werden können. Decca-Ketten, die sich dieselbe Frequenz teilten, mussten mindestens 2000 km weit auseinanderliegen (Beispiele: Die North West Spanish Chain und die japanische Shikoku Chain arbeiteten beide mit der Kennung 4C; die South Spanish Chain und die südafrikanische Cape Chain arbeiteten beide mit der Kennung 6A; die North Scottish Chain und die Bangladesh Chain arbeiteten mit der Kennung 6C). Das war möglich, weil für die Decca-Navigation nur die Bodenwelle verwendet wurde und nicht die wesentlich weiter reichende Raumwelle. Das Umschalten des Empfängers von einer Kette auf die nächste benachbarte Kette erfolgt erst an einer in der Seekarte eingedruckten Linie.
Manche Decca-Ketten hatten nur zwei Nebensender, dann wurde immer der Rote und der Grüne Nebensender verwendet, da diese die genaueste Positionsbestimmung zuließen.
| Liste der ehemaligen 57 Decca-Ketten | Liste der ehemaligen 57 Decca-Ketten      | Liste der ehemaligen 57 Decca-Ketten | Positionen                           | Positionen                            | Positionen                         | Positionen                             |
| lfd. Nr.                             | Klarname                                  | Kennung                              | Master                               | Rot                                   | Grün                               | Purple                                 |
| ------------------------------------ | ----------------------------------------- | ------------------------------------ | ------------------------------------ | ------------------------------------- | ---------------------------------- | -------------------------------------- |
| 00                                   | South Baltic Chain                        | 0A                                   | 56° 27′ 20″ N, 15° 41′ 34″ O         | 55° 24′ 48″ N, 14° 12′ 53″ O          | 57° 1′ 3″ N, 18° 15′ 12″ O         | N/A                                    |
| 01                                   | Vestlandet                                | 0E                                   | 60° 24′ 24″ N, 5° 0′ 34″ O           | 62° 11′ 35″ N, 5° 7′ 31″ O            | 60° 2′ 54″ N, 1° 14′ 33″ W         | 58° 47′ 15″ N, 5° 32′ 42″ O            |
| 02                                   | South West British Chain                  | 1B                                   | 50° 13′ 59″ N, 3° 49′ 59″ O          | 49° 14′ 51″ N, 2° 5′ 8″ O             | 49° 55′ 57″ N, 6° 18′ 19″ O        | 49° 55′ 57″ N, 6° 18′ 19″ O            |
| 03                                   | Northumbrian Chain                        | 2A                                   | 55° 42′ 0″ N, 2° 1′ 59″ O            | 56° 4′ 21″ N, 4° 3′ 28″ O             | 57° 31′ 1″ N, 1° 51′ 0″ O          | 54° 7′ 59″ N, 0° 19′ 2″ O              |
| 04                                   | Holland                                   | 2E                                   | 51° 37′ 3″ N, 4° 55′ 3″ O            | 52° 35′ 27″ N, 4° 43′ 42″ O (Alkmaar) | 51° 13′ 58″ N, 4° 50′ 0″ O         | 52° 10′ 0″ N, 1° 37′ 0″ O              |
| 05                                   | British (oder North British Chain)        | 3B                                   | 54° 42′ 0″ N, 4° 25′ 1″ O            | 54° 30′ 0″ N, 6° 19′ 59″ O            | 53° 16′ 1″ N, 3° 3′ 0″ O           | 56° 4′ 21″ N, 4° 3′ 28″ O              |
| 06                                   | Lofoten                                   | 3E                                   | 69° 8′ 45″ N, 16° 1′ 53″ O           | 70° 14′ 51″ N, 19° 30′ 5″ O           | 67° 31′ 44″ N, 12° 9′ 30″ O        | 68° 27′ 57″ N, 17° 6′ 2″ O             |
| 07                                   | German Chain                              | 3F                                   | 51° 26′ 26″ N, 8° 42′ 42″ O (Brilon) | 50° 19′ 20″ N, 10° 59′ 15″ O (Coburg) | 53° 17′ 4″ N, 9° 15′ 45″ O (Zeven) | 50° 21′ 51″ N, 6° 32′ 2″ O (Stadtkyll) |
| 08                                   | North Baltic Chain                        | 4B                                   | 58° 56′ 43″ N, 17° 57′ 31″ O         | 60° 7′ 13″ N, 19° 49′ 29″ O           | 57° 54′ 52″ N, 18° 57′ 18″ O       | 58° 50′ 30″ N, 16° 34′ 32″ O           |
| 09                                   | North West Spanish Chain                  | 4C                                   | 42° 22′ 54″ N, 7° 17′ 38″ W          | 42° 44′ 27″ N, 8° 56′ 51″ W           | 43° 26′ 40″ N, 6° 49′ 52″ W        | 41° 1′ 5″ N, 6° 25′ 59″ W              |
| 10                                   | Trondelag                                 | 4E                                   | 63° 19′ 57″ N, 8° 27′ 14″ O          | 64° 54′ 32″ N, 11° 11′ 49″ O          | 62° 11′ 2″ N, 5° 9′ 57″ O          | 62° 5′ 22″ N, 19° 24′ 7″ O (???)       |
| 11                                   | English Chain                             | 5B                                   | 51° 49′ 2″ N, 0° 4′ 57″ O            | 52° 33′ 3″ N, 1° 20′ 9″ O             | 50° 55′ 1″ N, 0° 9′ 0″ O           | 51° 11′ 50″ N, 1° 21′ 59″ O            |
| 12                                   | North Bothnian Chain                      | 5F                                   | 64° 20′ 56″ N, 21° 20′ 55″ O         | 63° 51′ 52″ N, 23° 10′ 58″ O          | 65° 31′ 46″ N, 22° 4′ 8″ O         | 63° 28′ 46″ N, 19° 39′ 13″ O           |
| 13                                   | South Spanish Chain                       | 6A                                   | 36° 51′ 52″ N, 5° 8′ 16″ W           | 37° 1′ 43″ N, 3° 41′ 3″ W             | 36° 10′ 59″ N, 5° 28′ 59″ W        | 37° 17′ 51″ N, 6° 36′ 2″ W             |
| 14                                   | North Scottish Chain                      | 6C                                   | 50° 4′ 0″ N, 3° 15′ 0″ W             | 58° 30′ 0″ N, 6° 15′ 0″ W             | 60° 10′ 0″ N, 1° 11′ 0″ W          | 57° 31′ 0″ N, 1° 51′ 0″ W              |
| 15                                   | Finland (oder Finnischer Meerbusen)       | 6E                                   | 60° 30′ 59″ N, 25° 10′ 42″ O         | 60° 0′ 28″ N, 22° 49′ 30″ O           | 60° 30′ 38″ N, 27° 26′ 18″ O       | N/A                                    |
| 16                                   | Danish Chain                              | 7B                                   | 55° 56′ 58″ N, 10° 34′ 44″ O         | 54° 57′ 6″ N, 12° 28′ 0″ O            | 55° 1′ 1″ N, 8° 43′ 1″ O           | 57° 27′ 0″ N, 10° 3′ 0″ O              |
| 17                                   | Irish Chain                               | 7D                                   | 53° 15′ 19″ N, 8° 55′ 37″ W          | 52° 12′ 1″ N, 10° 21′ 19″ W           | 54° 51′ 31″ N, 8° 20′ 25″ W        | 51° 57′ 28″ N, 7° 46′ 45″ W            |
| 18                                   | Finnmark                                  | 7E                                   | 70° 23′ 28″ N, 25° 30′ 14″ O         | 69° 41′ 19″ N, 30° 3′ 14″ O           | 70° 6′ 20″ N, 20° 7′ 7″ O          | 71° 9′ 36″ N, 25° 45′ 21″ O            |
| 19                                   | French Chain                              | 8B                                   | 46° 19′ 0″ N, 2° 36′ 0″ O            | 47° 25′ 0″ N, 0° 58′ 0″ O             | 46° 42′ 0″ N, 4° 58′ 0″ O          | 44° 55′ 0″ N, 2° 27′ 0″ O              |
| 21                                   | Hebridean Chain                           | 8E                                   | 56° 59′ 0″ N, 7° 25′ 0″ W            | 56° 45′ 0″ N, 5° 49′ 0″ W             | 58° 30′ 0″ N, 6° 16′ 0″ W          | 54° 53′ 0″ N, 8° 23′ 0″ W              |
| 22                                   | Frisian Islands Chain                     | 9B                                   | 53° 11′ 58″ N, 7° 6′ 1″ O            | 55° 0′ 59″ N, 8° 43′ 2″ O             | 53° 36′ 0″ N, 4° 43′ 43″ O         | 53° 17′ 2″ N, 9° 16′ 6″ O              |
| 23                                   | Helgeland                                 | 9E                                   | 66° 11′ 29″ N, 12° 29′ 2″ O          | 64° 31′ 40″ N, 12° 8′ 17″ O           | 64° 54′ 32″ N, 11° 10′ 48″ O       | 66° 18′ 21″ N, 14° 9′ 42″ O            |
| 24                                   | Skagerrak                                 | 10B                                  | 58° 30′ 56″ N, 11° 17′ 54″ O         | 58° 52′ 1″ N, 9° 36′ 0″ O             | 57° 28′ 22″ N, 11° 57′ 11″ O       | 59° 21′ 20″ N, 12° 11′ 32″ O           |
| 25                                   | North Persian Gulf                        | 5C                                   | 30° 1′ 7″ N, 50° 9′ 29″ O            | 30° 24′ 0″ N, 48° 12′ 0″ O            | 28° 58′ 38″ N, 50° 51′ 9″ O        | N/A                                    |
| 26                                   | South Persian Gulf                        | 1C                                   | 24° 56′ 7″ N, 52° 50′ 59″ O          | 25° 15′ 40″ N, 51° 33′ 54″ O          | 26° 47′ 25″ N, 53° 13′ 0″ O        | 24° 20′ 0″ N, 54° 10′ 0″ O             |
| 27                                   | Bombay                                    | 7B                                   | Standort unbekannt                   | 20° 45′ 40″ N, 73° 2′ 17″ O           | 20° 57′ 7″ N, 70° 20′ 13″ O        | 23° 0′ 14″ N, 71° 31′ 39″ O            |
| 28                                   | Calcutta                                  | 8B                                   | 21° 29′ 8″ N, 86° 55′ 18″ O          | 20° 45′ 40″ N, 73° 2′ 17″ O           | Standort unbekannt                 | 22° 10′ 18″ N, 88° 12′ 25″ O           |
| 29                                   | Bangladesh                                | 6C                                   | 23° 27′ 0″ N, 91° 12′ 0″ O           | 22° 9′ 46″ N, 92° 3′ 31″ O            | 22° 9′ 46″ N, 92° 3′ 31″ O         | 24° 42′ 0″ N, 90° 24′ 0″ O             |
| 30                                   | Hokkaido                                  | 9C                                   | 43° 35′ 55″ N, 142° 26′ 59″ O        | 43° 3′ 51″ N, 144° 47′ 41″ O          | 45° 23′ 10″ N, 141° 39′ 18″ O      | 42° 30′ 8″ N, 140° 21′ 47″ O           |
| 31                                   | Tohoku                                    | 6C                                   | 38° 52′ 0″ N, 141° 4′ 57″ O          | 37° 22′ 10″ N, 140° 51′ 9″ O          | 40° 17′ 35″ N, 141° 45′ 13″ O      | 38° 27′ 38″ N, 139° 14′ 43″ O          |
| 32                                   | Kyusyu (oder Kita Kyushu)                 | 7C                                   | 33° 27′ 44″ N, 130° 10′ 41″ O        | 34° 38′ 24″ N, 129° 21′ 21″ O         | 32° 7′ 57″ N, 130° 8′ 39″ O        | 33° 25′ 55″ N, 132° 13′ 32″ O          |
| 33                                   | Namaqua                                   | 4A                                   | 28° S, 17° E                         | 27° S, 17° O                          | 29° S, 19° O                       | 29° S, 16° O                           |
| 34                                   | Cape Chain                                | 6A                                   | 33° S, 19° O                         | 32° S, 18° E                          | 28° S, 29° O                       | 34° S, 19° O                           |
| 35                                   | Eastern Province (Südafrika)              | 8A                                   | 33° S, 25° O                         | 33° S, 26° O                          | 34° S, 24° O                       | Standort unbekannt                     |
| 36                                   | Dampier                                   | 8E                                   | 20° 53′ 0″ S, 117° 8′ 0″ O           | 20° 59′ 0″ S, 116° 21′ 0″ O           | 20° 25′ 0″ S, 118° 4′ 0″ O         | N/A                                    |
| 37                                   | Port Hedland                              | 4A                                   | 20° 33′ 0″ S, 118° 29′ 0″ O          | 20 °25' S 118° 04' E                  | 20° 21′ 0″ S, 118° 59′ 0″ O        | N/A                                    |
| 38                                   | Hokuriku                                  | 2C                                   | 36° 14′ 43″ N, 136° 8′ 31″ O         | 37° 26′ 42″ N, 137° 13′ 13″ O         | 35° 31′ 7″ N, 134° 15′ 58″ O       | N/A                                    |
| 39                                   | Newfoundland (oder East Newfoundland)     | 2C                                   | 48° 20′ 58″ N, 54° 10′ 13″ W         | 47° 46′ 1″ N, 52° 46′ 2″ W            | 56° 55′ 0″ N, 55° 23′ 2″ W (???)   | 54° 52′ 2″ N, 49° 20′ 57″ W (???)      |
| 40                                   | Cabot Strait (oder West Newfoundland)     | 6B                                   | 47° 21′ 22″ N, 61° 55′ 44″ W         | 45° 37′ 59″ N, 59° 13′ 59″ W (???)    | 45° 43′ 57″ N, 61° 54′ 4″ W        | N/A                                    |
| 41                                   | Nova Scotia                               | 7C                                   | 45° 44′ 32″ N, 64° 14′ 0″ W          | 45° 34′ 13″ N, 64° 58′ 40″ W          | 43° 41′ 57″ N, 65° 14′ 10″ W       | 44° 58′ 1″ N, 62° 8′ 59″ W             |
| 42                                   | Salaya (im indischen Bundesstaat Gujarat) | 2F                                   | 22° 52′ 27″ N, 69° 24′ 0″ O          | 22° 3′ 30″ N, 69° 10′ 30″ O           | 22° 28′ 49″ N, 70° 7′ 43″ O        | 23° 15′ 4″ N, 68° 49′ 0″ O             |
| 43                                   | Kanto                                     | 8C                                   | 34° 57′ 36″ N, 139° 53′ 59″ O        | 33° 5′ 21″ N, 139° 48′ 58″ O          | 36° 9′ 35″ N, 140° 33′ 23″ O       | 34° 37′ 52″ N, 138° 6′ 45″ O           |
| 44                                   | South West Africa (Südafrika)             | 9C                                   | 22° S, 15° O                         | 20° S, 14° O                          | 23° S, 16° O                       | 22° S, 14° O                           |
| 45                                   | Natal                                     | 10C                                  | 30° S, 28° O                         | 31° S, 27° O                          | 26° S, 20° O                       | 30° S, 30° O                           |
| 46                                   | Shikoku                                   | 4C                                   | 33° 26′ 10″ N, 134° 5′ 52″ O         | 32° 46′ 53″ N, 132° 44′ 43″ O         | 33° 34′ 37″ N, 135° 57′ 23″ O      | N/A                                    |
| 47                                   | New York City                             | 5C                                   | circa 41° 16′ 0″ N, 73° 47′ 0″ W     | circa 40° 50′ 0″ N, 72° 55′ 0″ W      | circa 41° 3′ 0″ N, 74° 45′ 0″ W    | circa 41° 59′ 0″ N, 73° 53′ 0″ W       |
| 48                                   | Lagos                                     | 8F                                   | 6° 39′ 0″ N, 3° 35′ 0″ O             | 6° 30′ 0″ N, 4° 23′ 0″ O              | 6° 25′ 0″ N, 2° 56′ 0″ O           | 7° 17′ 0″ N, 3° 29′ 0″ O               |
| 49                                   | Mid Western (Nigeria)                     | 3A                                   | nicht gebaut                         | nicht gebaut                          | nicht gebaut                       | nicht gebaut                           |
| 50                                   | Rivers (Nigeria)                          | 7F                                   | Standort unbekannt                   | Standort unbekannt                    | Standort unbekannt                 | Standort unbekannt                     |
| 51                                   | South Eastern (Nigeria)                   | 2B                                   | nicht gebaut                         | nicht gebaut                          | nicht gebaut                       | nicht gebaut                           |
| 52                                   | AUTEC-Chain (Bahamas)                     | 8E                                   | 24° 14′ 46″ N, 76° 31′ 20″ W         | 23° 32′ 0″ N, 75° 46′ 20″ W           | 23° 13′ 12″ N, 77° 36′ 10″ W       | circa 25° 15′ 0″ N, 76° 17′ 0″ W       |
| 53                                   | Anticosti Chain (Kanada)                  | 9C                                   | 49° 50′ 26″ N, 64° 24′ 36″ W         | 47° 50′ 57″ N, 64° 40′ 46″ W          | 50° 11′ 2″ N, 61° 49′ 1″ W         | 50° 8′ 58″ N, 66° 37′ 3″ W             |
| 54                                   | South Bothnian Chain                      | 8C                                   | 62° 16′ 48″ N, 17° 25′ 31″ O         | 60° 37′ 18″ N, 17° 26′ 32″ O          | 63° 28′ 46″ N, 19° 39′ 13″ O       | N/A                                    |
| 55                                   | Vietnam Central Chain                     | ??                                   | 14° 1′ 0″ N, 109° 2′ 0″ O            | 14° 0′ 11″ N, 108° 1′ 17″ O           | 15° 23′ 0″ N, 109° 7′ 0″ O         | 13° 4′ 0″ N, 109° 17′ 0″ O             |
| 56                                   | Vietnam South Chain                       | ??                                   | 10° 30′ 0″ N, 107° 10′ 0″ O          | 11° 18′ 0″ N, 106° 5′ 0″ O            | 10° 55′ 0″ N, 108° 5′ 0″ O         | 8° 40′ 0″ N, 106° 37′ 0″ O             |

Die einzelnen Frequenzen der Haupt- und Nebensender der 63 Decca-Ketten sowie die dazugehörigen Grundfrequenzen sind in der Liste der Decca-Frequenzen aufgeführt.
- Karte mit allen Koordinaten:
- OSM |
- WikiMap

## Weiterentwicklungen und andere Anwendungen

### Verwendung mehrerer Decca-Ketten
Eine Weiterentwicklung des Decca-Navigator-Systems erlaubte die Verwendung von zwei verschiedenen Decca-Ketten zur Standortbestimmung. Dadurch wurde die Reichweite fast verdoppelt und die Genauigkeit der Standortbestimmung gesteigert.

### HiFix
Unter dem Namen HiFix (oder Decca Hi-Fix) wurde ein noch genaueres Navigationssystem entwickelt, das Signale im Bereich von 1,6 MHz verwendete.
Es wurde für spezielle Anwendungen eingesetzt, wie beispielsweise Präzisionsmessungen bei Ölbohrungen oder für genauere Kartografierungen von Küsten und Häfen.
Die HiFix-Ausrüstung wurde für einen gewissen Zeitraum geleast, dazu wurden zeitweilige Sendeketten installiert, um das erforderliche Gebiet abzudecken. HiFix wurde von Racal Survey in den 1980er Jahren kommerziell vertrieben.

### Fahrzeugverfolgung an Land
Eine experimentelle Senderkette wurde so installiert, dass sie Zentral-London abdeckte. In Bussen und anderen Fahrzeugen wurden die entsprechenden Empfänger platziert. Das war ein frühes System zur Fahrzeugortung und Fahrzeugverfolgung. Jedes Fahrzeug sendete seinen Standort dann automatisch über ein gewöhnliches UKW-Funkgerät, indem die Daten über einen Sprechfunkkanal übertragen wurden. Im Prinzip war es somit ein Vorläufer der verschiedenen Geolokalisierungs-Anwendungen, wie unter anderem des GPS-Systems zur Fahrzeugortung, das beispielsweise in den 1990er Jahren von den Londoner Taxis eingesetzt wurde.

### Aufmodulierte Signale zur Datenübermittlung
Eine interessante Eigenschaft dieses Decca-VLF-Signals (Längstwelle) wurde auf einem BOAC-Testflug nach Moskau festgestellt:
Dabei wurde das normalerweise konstante Decca-Signal kurzzeitig unterbrochen, obwohl während des Fluges das Decca-Signal mit ausreichender Stärke empfangen wurde, um eine Navigation zu ermöglichen. Damit wurde gezeigt, dass sich das Decca-Signal als Trägerwelle für eine Nachrichtenübermittlung nutzen lassen könnte. Das Langwellen-Signal des Decca-Systems konnte auch von U-Booten empfangen werden. Eine „Verbesserung“ des Decca-Systems sollte die Übertragung von Tastsignalen mittels Morsecode ermöglichen, um den U-Booten den Beginn eines Atomkriegs zu signalisieren.
In den Anfangszeiten der britischen Decca-Ketten wurden Morsetasten und Funkempfänger in allen Sendern der britischen Decca-Ketten installiert. So konnte in der Zeit des Kalten Krieges im Falle eines Kriegsausbruchs eine auf das Decca-Signal getastete Nachricht an die britischen Atom-U-Boote gesendet werden. Allerdings war kein Militärangehöriger in der Decca-Station stationiert. Diese Einsatzmöglichkeit wurde letztlich aber nicht von der britischen Regierung in Erwägung gezogen.
Jedoch wurden heimlich Nachrichten zwischen Decca-Stationen übermittelt, es wurden internationale Telefongespräche geführt, besonders in nicht-britischen Decca-Ketten.

### DECTRA
Ab Mitte der 1950er Jahre war unter dem Namen DECTRA ein Langstrecken-Navigationssystem für den Nordatlantik in Betrieb, das für die Flugnavigation eingesetzt wurde. Es bestand aus zwei Sendern in Neufundland und zwei Sendern in Schottland. Verwendet wurden normale Decca-Sender, jedoch mit einer wesentlich höheren Sendeleistung.

DECTRA: Lage der Haupt- und Nebensender an der Flugroute

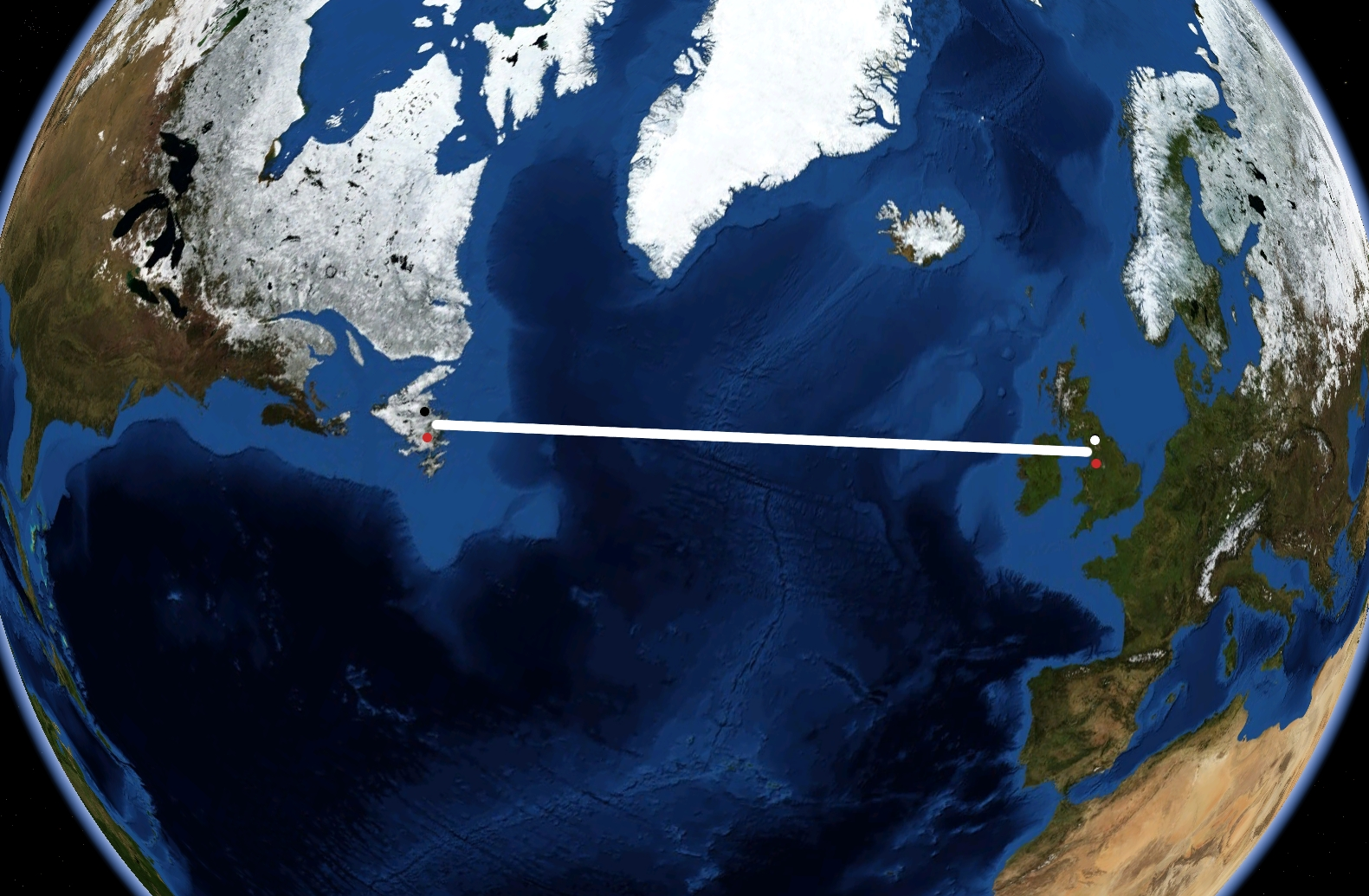
Dectra-Route über den Nordatlantik (Senderposition nur ungefähr eingezeichnet)

Das DECTRA-Navigationssystem wurde so konstruiert, dass es die Navigation entlang einer bestimmten Route unterstützt. Dafür wurden an beiden Enden der Fahrtroute je ein Senderpaar (ein Hauptsender und ein Nebensender) platziert. Die eigentliche Route schneidet senkrecht die Linie auf halber Länge, die Haupt- und Nebensender am Ende einer Route verbindet.
Bei DECTRA senden Haupt- und Nebensender nicht gleichzeitig wie bei Decca, sondern abwechselnd.
Nachdem der Hauptsender für eine gewisse Zeit gesendet hat wechselt er kurzzeitig die Sendefrequenz und signalisiert so dem Nebensender mit seiner Signalausstrahlung zu beginnen. Der Nebensender sendet dann phasenstarr zum vorhergehenden Signal des Hauptsenders. Nach einer gewissen Zeit beginnt der Zyklus von neuem und der Hauptsender beginnt wieder mit seiner Ausstrahlung. Um das abwechselnde Signal von Haupt- und Nebensender phasenstarr zu halten, verwendet der Nebensender einen stabilen Oszillator um seinen Sender zu steuern.
Der flugzeugseitige DECTRA-Empfänger geht ähnlich, mit Hilfe eines Oszillators vor.
Das vom Hauptsender empfangene Signal wird dazu verwendet, um im Empfänger einen Oszillator phasenstarr zu synchronisieren, der kurzzeitig sehr stabil ist. Danach wird das Signal des Nebensenders empfangen und die Phase dieses Signals mit der Phase des Oszillators verglichen.
An jedem Ende der Route verwendet das Haupt- und Nebensenderpaar unterschiedliche Frequenzen.
Als Sender für die Dectra-Route über den Nordatlantik wurden reguläre Decca-Sender in Schottland (Earl’s Hill nahe Stirling – die Purple Station der North British Chain 3B, sowie Prestwick, beide Teil der schottischen Decca-Kette) und Neufundland (East Newfoundland Chain; 2C; bei Gander) benutzt. Allerdings wurden diese Sender mit einer höheren Antenne ausgerüstet (600 ft statt 300 ft; 183 m statt 91 m) und die Sendeleistung wurde erhöht (10 kW statt 1 kW).
Mit dem Aufkommen von Düsenverkehrsflugzeugen, wie der De Havilland Comet und der Boeing 707 in den späten 1950er Jahren und der damit verbundenen Zunahme des transatlantischen Flugverkehrs stieg der Bedarf für ein besseres Navigationssystem. Die bis dahin von den Propellerflugzeugen verwendete Koppelnavigation war für die wesentlich schnelleren Düsenflugzeuge nicht mehr ausreichend. Deshalb wurde das Dectra-Navigationssystem entwickelt, das letztendlich jedoch nie von der Flugzeugindustrie benutzt wurde, die sich zugunsten des Trägheitsnavigationssystems entschied. In den späten 1960er Jahren wurde der Betrieb der Dectra-Sender eingestellt.
Für den Namen Dectra gibt es drei verschiedene Erklärungen:
- Decca Tracks
- Decca Tracking and Ranging
- Decca Transatlantic

## Decca-Sender in Deutschland
Die deutsche Decca-Kette wurde von der Firma Telefunken in Lizenz der Decca Navigator Company Ltd., London, hergestellt.
In Deutschland gab es folgende Decca-Sender:
- Decca-Sender Zeven (Bestandteil der deutschen und der friesischen Kette)
- Decca-Sender Madfeld (Masterstation der deutschen Kette)
- Decca-Sender Stadtkyll
- Decca-Sender Lautertal

## Vergleich Decca und LORAN
Die Sendefrequenzen von Decca unterschieden sich nicht groß von den Frequenzen des LORAN C-Navigationssystems, jedoch war die Sendeleistung von Decca geringer und die Reichweite kürzer. Sowohl die Decca-, als auch die LORAN-Navigation funktionierte nach dem Prinzip der Hyperbelnavigation. Während das Decca-System dabei ausschließlich auf dem Prinzip der Phasendifferenzmessung basierte, nutzte das LORAN-System – ebenso wie das Omega-Navigationssystem – zusätzlich noch eine Pulsmessung.